# Pierre Brasseur
Pierre Brasseur, pseudonimo di Pierre-Albert Espinasse (Parigi, 22 dicembre 1905 – Brunico, 16 agosto 1972), è stato un attore francese.

## Biografia
Nato dalla relazione extraconiugale di Germaine Brasseur con l'attore Georges Espinasse, Pierre Brasseur crebbe a Parigi, adottò come cognome d'arte quello della madre, e seguì i corsi di arte drammatica al Conservatoire Maubel, sotto la direzione di Harry Baur e Fernand Ledoux, proseguendo la tradizione artistica della famiglia Brasseur, una vecchia dinastia di attori. Il suo debutto sulle scene, sia in teatro che sul grande schermo nel film La ragazza dell'acqua di Jean Renoir, risale al 1924. Dopo l'incontro con Jacques Prévert, Brasseur interpretò con grande successo il ruolo di un pittore alcolizzato nella pièce Lumière d'eté di Jean Grémillon.
Pierre Brasseur fu per decenni uno dei più prolifici interpreti cinematografici francesi, conquistando grande popolarità presso il pubblico con Il porto delle nebbie (1938), in cui impersonò il malavitoso Lucien Le Gardier, e Amanti perduti (1945), nel quale vestì i panni dell'esuberante attore Frédérick Lemaître. Entrambi i film furono diretti dal regista Marcel Carné. Nel 1948 impersonò l'avventuriero Rocambole, nato dalla penna di Ponson du Terrail, in due pellicole dirette da Jacques de Baroncelli, Rocambole (1947) e La rivincita di Baccarat (1948).
Durante gli anni cinquanta proseguì la carriera cinematografica con i ruoli più disparati, da Rasputin (1954) in cui interpretò la parte del celebre mistico russo, al pigro e malinconico ubriacone Juju in Quartiere dei Lillà (1957) di René Clair, all'ozioso Lucien Maublanc, antagonista di Jean Gabin in Le grandi famiglie (1958), al bieco chirurgo Génessier nell'horror Occhi senza volto (1960), in cui debuttò suo figlio Claude.
Versatile e istrionico, nella maturità Brasseur passò a ruoli di carattere quali Alfio Magnano in Il bell'Antonio (1960) di Mauro Bolognini, dell'avvocato Charles Cassidi in Il delitto Dupré (1963), di Christian-Jaque, e di Simone Palumbo in Liolà (1963), di Alessandro Blasetti. Numerosi anche i suoi successi teatrali, da Kean (tratto dall'opera di Alexandre Dumas padre), a Le mani sporche e Le bon Dieu di Jean-Paul Sartre, a Dom Juan aux enfers di George Bernard Shaw, accanto a Paul Meurisse.
Dalla prima moglie, l'attrice Odette Joyeux, nacque il figlio Claude Brasseur, divenuto celebre attore cinematografico e televisivo. In seguito, Pierre Brasseur sposò in seconde nozze la pianista Lina Magrini. Verso la fine delle riprese de La più bella serata della mia vita (1972) di Ettore Scola, Brasseur, sofferente di enfisema, morì improvvisamente a Brunico per una crisi cardiaca, all'età di 66 anni. È sepolto nel cimitero parigino di Père Lachaise.

## Filmografia parziale

### Cinema

Pierre Brasseur e Janet Agren ne La più bella serata della mia vita (1972) di Ettore Scola

- La ragazza dell'acqua (La Fille de l'eau), regia di Jean Renoir (1924)
- Madame Sans-Gêne, regia di Léonce Perret (1925)
- Le Vainqueur, regia di Hans Hinrich, Paul Martin (1932)
- Il principe scomparso (Incognito), regia di Kurt Gerron (1934)
- Un oiseau rare, regia di Richard Pottier (1935)
- La signorina mia madre (Mademoiselle ma mère), regia di Henri Decoin (1936)
- Valse éternelle, regia di Max Neufeld (1936)
- Le Schpountz, regia di Marcel Pagnol (1938)
- Arturo va in città (Hercule), regia di Alexandre Esway (1938)
- Giuseppe Verdi, regia di Carmine Gallone (1938)
- Caffè internazionale (Café de Paris), regia di Yves Mirande e Georges Lacombe (1938)
- Il porto delle nebbie (Le Quai des brumes), regia di Marcel Carné (1938)
- Papà Lebonnard (Le Père Lebonnard), regia di Jean de Limur (1939)
- Ultima giovinezza, regia di Jeff Musso (1939)
- Adieu Léonard, regia di Pierre Prévert (1943)
- Amanti perduti (Les Enfants du paradis), regia di Marcel Carné (1945)
- Quello che mi è costato amare (Pétrus), regia di Marc Allégret (1946)
- Mentre Parigi dorme (Les Portes de la nuit), regia di Marcel Carné (1946)
- Rocambole, regia di Jacques de Baroncelli (1947)
- La rivincita di Baccarat (La Revanche de Baccarat), regia di Jacques de Baroncelli (1948)
- Sangue sulla neve (La Nuit blanche), regia di Richard Pottier (1948)
- Il segreto di Montecristo (Le Secret de Monte-Cristo), regia di Albert Valentin (1948)
- Gli amanti di Verona (Les Amants de Vérone), regia di André Cayatte (1949)
- Ritratto di un assassino (Portrait d'un assassin), regia di Bernard Roland (1949)
- Il mio uomo sei tu (Julie de Carneilhan), regia di Jacques Manuel (1950)
- Ricordi perduti (Souvenirs perdus), regia di Christian-Jaque (1950)
- L'uomo della Giamaica (L'Homme de la Jamaïque), regia di Maurice de Canonge (1950)
- Barbablù (Barbe-Bleue), regia di Christian-Jacque (1951)
- Mani sporche (Les Mains sales), regia di Fernand Rivers (1951)
- Il piacere (Le Plaisir), regia di Max Ophüls (1952)
- La città accusa (La Pocharde), regia di Georges Combret (1953)
- Vestire gli ignudi, regia di Marcello Pagliero (1954)
- Rasputin (Raspoutine), regia di Georges Combret (1954)
- La torre del piacere (La Tour de Nesle), regia di Abel Gance (1955)
- Oasi (Oasis), regia di Yves Allégret (1955)
- Napoleone Bonaparte (Napoléon), regia di Sacha Guitry (1955)
- Quartiere dei Lillà (Porte des Lilas), regia di René Clair (1957)
- Senza famiglia (Sans famille), regia di André Michel (1958)
- La vita a due (La Vie à deux), regia di Sacha Guitry (1958)
- Le grandi famiglie (Les Grandes familles), regia di Denys de La Patellière (1958)
- La legge, regia di Jules Dassin (1958)
- La fossa dei disperati (La Tête contre les murs), regia di Georges Franju (1959)
- Occhi senza volto (Les Yeux sans visage), regia di Georges Franju (1960)
- Cartagine in fiamme, regia di Carmine Gallone (1960)
- Il bell'Antonio, regia di Mauro Bolognini (1960)
- I dialoghi delle Carmelitane (Le dialogue des Carmélites), regia di Philippe Agostini (1960)
- Piena luce sull'assassino (Pleins feux sur l'assassin), regia di Georges Franju (1961)
- I celebri amori di Enrico IV (Vive Henri IV... vive l'amour!), regia di Claude Autant-Lara (1961)
- Gli amori celebri (Amours célèbres), regia di Michel Boisrond (1961)
- Poker col diavolo (Rencontres), regia di Philippe Agostini (1962)
- Letto, fortuna e femmine (Le Bateau d'Émile), regia di Denys de La Patellière (1962)
- Una ragazza a rimorchio (Les Petits matins), regia di Jacqueline Audry (1962)
- Il delitto non paga (Le Crime ne paie pas), regia di Gérard Oury (1962)
- Il delitto Dupré (Les Bonnes causes), regia di Christian-Jaque (1963)
- La pila della Peppa (Le Magot de Josefa), regia di Claude Autant-Lara (1963)
- Liolà, regia di Alessandro Blasetti (1963)
- Jo Mitra (Lucky Jo), regia di Michel Deville (1964)
- Il triangolo circolare (Le Grain de sable), regia di Pierre Kast (1964)
- Umorismo in nero, regia di Claude Autant-Lara (1965)
- Sotto il tallone (La Métamorphose des cloportes), regia di Pierre Granier-Deferre (1965)
- L'or du duc, regia di Jacques Baratier (1965)
- Pas de caviar pour tante Olga, regia di Jean Becker (1965)
- Fortuna, regia di Menahem Golan (1966)
- L'armata sul sofà (La Vie de château), regia di Jean-Paul Rappeneau (1966)
- Un mondo nuovo (Un Monde nouveau), regia di Vittorio De Sica (1966)
- Tutti pazzi meno io (Le Roi de coeur), regia di Philippe de Broca (1966)
- Il morto mettetelo sul conto (Le Fou du labo IV), regia di Jacques Besnard (1967)
- Goto, l'isola dell'amore (Goto, l'île d'amour), regia di Walerian Borowczyk (1968)
- Il caldo amore di Evelyn (La Petite vertu), regia di Serge Korber (1968)
- Gli uccelli vanno a morire in Perù (Les Oiseaux vont mourir au Pérou), regia di Romain Gary (1968)
- Montecristo 70 (Sous le signe de Monte-Cristo), regia di André Hunebelle (1968)
- L'incredibile storia di Martha Dubois (Macédoine), regia di Jacques Scandelari (1971)
- Gli sposi dell'anno secondo (Les Mariés de l'an II), regia di Jean-Paul Rappeneau (1971)
- La più bella serata della mia vita, regia di Ettore Scola (1972)

### Televisione
- La squadra dei sortilegi (La Brigade des maléfices) – serie TV, episodi 1x02-1x04 (1971)

## Doppiatori italiani
- Giorgio Capecchi in Vestire gli ignudi, Occhi senza volto, Cartagine in fiamme, La pila della Peppa, Il triangolo circolare
- Carlo Romano in Papà Lebonnard, Quartiere dei Lillà, Gli sposi dell'anno secondo
- Ivo Garrani in La torre del piacere, Il bell'Antonio
- Stefano Sibaldi in Amanti perduti
- Arnoldo Foà in I dialoghi delle Carmelitane
- Emilio Cigoli in Il delitto Dupré
- Renato Turi in Amanti perduti (ridoppiaggio)